# Unnabeyrichia
Unnabeyrichia is een geslacht van uitgestorven kreeftachtigen uit de klasse van de Ostracoda (mosselkreeftjes).

## Soorten
- Unnabeyrichia spinigera (Boll, 1862) Schallreuter, 1995 †
- Unnabeyrichia unna Schallreuter, 1995 †